# Law School Admissions Test
De Law School Admissions Test (LSAT) is een soort toelatingstest die je moet maken als je je aan wilt melden bij een (Amerikaanse) rechtenfaculteit. Dit geldt zowel voor topscholen als Harvard, Yale of University of Pennsylvania, als voor de minder bekende rechtenfaculteiten.  De test duurt tussen de 4 en 5 uur en kent een score tussen de 120 en 180 punten.

## De test zelf
De LSAT is verdeeld in 4 of 5 onderdelen. Elk deel heeft ongeveer 26 tot 28 vragen. De volgende onderdelen komen aan bod in intervallen van 35 minuten:

### Logisch redeneren
Er zijn hier 2 van. Je krijgt een klein tekstje waar je vragen over moet beantwoorden.

### Leesvaardigheid
Hierbij moet je een stuk tekst lezen en er dan vragen over beantwoorden. Bijvoorbeeld een vraag over de mening van de schrijver of een conclusie.
Meestal zijn er 4 teksten, dus over elke tekst krijg je 6 of 7 vragen.

### Analytisch denken
Dit is een deel waarbij je alleen maar logisch na moet denken. Bijvoorbeeld:
Er zijn 6 mensen die misschien naar een feest gaan
Als Stefanie gaat, gaat Charlie niet
Als Wyatt gaat, gaan Charlie en Darlene ook
Cathy gaat alleen als Nicky gaat
En dan krijg je bijvoorbeeld een vraag hoeveel mensen er maximaal gaan.

### Experimenteel
Om fraude te voorkomen doordat vragen na verloop van tijd uitlekken, en om nieuwe test-inzichten te kunnen gebruiken, worden continu nieuwe testvragen geïntroduceerd.  Voordat een testvraag echter ingevoegd wordt, wordt deze in een experimentele sectie getest.  Rare uitslagen kunnen hiermee voorkomen worden.  
Het is voor personen die de test doen niet bekend of iets een experimentele of een reguliere sectie is. Achteraf valt wel te zeggen dat als er bijvoorbeeld drie "Logisch redeneren" secties waren, 1 daarvan een experimentele sectie geweest moet zijn.

### Schrijfvaardigheid
Dit is het laatste deel, hierbij moet je een korte tekst schrijven. Het onderwerp kan een "Decision prompt" of een "Argument prompt" zijn. Dit is een belangrijk deel van de LSAT. Je krijgt hier ook maar 35 minuten voor.